# 齋藤信吾
齋藤 信吾（さいとう しんご、1989年1月31日 - ）は、日本の俳優である。東京都出身。

## 人物・略歴
筑波大学　日本語・日本文化学類卒業。
舞台芸術学院　ステージアーティスト科4期卒業。
2014年～2016年　音楽座ミュージカル所属。
音楽座ミュージカル退団後、M&Sカンパニーに所属。
舞台、LIVE、MC、ナレーション等で活躍。

## 出演

### 2013年
- The Dusty Wallsプロデュース公演
- ブロードウェイミュージカル『ペテン師と詐欺師』 - アンサンブル
- 西瓜糖　第二回公演『鉄瓶』
- 劇団肋骨蜜柑同好会『ま・ん・だ・ら』
- 東京シアタープレイス
- ブロードウェイミュージカル『ディア・エドウィナ』 - ボビー 役

### 2014年
- 観覧舎『幻夜』
- 音楽座ミュージカル『泣かないで』 - 社員 役、他
- 音楽座ミュージカル『メトロに乗って』 - 小沼昭一 役、他

### 2015年
- 音楽座ミュージカルラボシアター『七つの人形の恋物語II』 - バロット 役、他
- 音楽座ミュージカル『ラブ・レター』 - パッセンジャー 役
- 音楽座ミュージカルラボシアター『リトルプリンスII』 - 渡り鳥 役、他

### 2016年
- 音楽座ミュージカルラボシアター『泣かないで』 - 社員 役、他
- 音楽座ミュージカルラボシアター『シャボン玉とんだ宇宙までとんだ』 - リポーター役、他
- ミュージカル座『ロイヤルホストクラブ』 - 服部忍 役

### 2017年
- 東日本大震災チャリティ公演『きいちまつりvol.9』
- 龍平カンパニー『君よ生きて』 - アンサンブル
- ミュージカル座『ロスト・フォレスト』 - もう一人の男 役
- Live夏鳥風月2017（二子玉川kiwa）
- Travel abroad in musical（銀座シャンソンバーボンボン）

### 2018年
- PIN's Factoryダンス公演『PIN's de Show 3rd』
- 3・2・1 ライヴ！（銀座シャンソンバーボンボン）
- ミュージカル座『Woman～源氏物語より～』 - 惟光 役
- Musical Live 月夜の仔猫
- MUSICAL LIVE『Fiesta!』（銀座シャンソンバーボンボン）
- Out Of Theater『SHOP LOCAL STREET THE MUSICAL』（元町ショッピングストリート）
- 『焔舞～初陣～』 - 赤間直哉歌劇団チーム

### 2019年
- 『ユメミテイヨウvol.2』
- 『Fanfare!!』
- ミュージカル座『プロパガンダ・コクピット』 - イスカンダル 役
- LIVE『荒井洸子と仲間達』（銀座シャンソンバーボンボン）
- 『One Man Standing 2019」
- 『ラ・マンチャの男』
- Out Of Theater『musical Diner TOKYO』
- 『ユメミテイヨウvol.8～夢見坂学院～』
- とがしせいらぷれぜんつ『Show must go on!!-みんなといっしょ-』
- ＭＵＳＩＣＡＬ　ＳＨＯＷｉｎ日本航空専門学校

### 2020年
- 『冬彩ーＴｈｅ　Ｐｒｏｍ－』
- 『tkts』チケットナレーション
- 『ミス・サイゴン』（全公演中止）
- 『陰陽おとぎ草子』（全公演中止）
- 『ユメミテイヨウvol.１０～音楽の日～』
- 『ＥＬＦ－ＴｈｅＭｕｓｉｃａｌ』

### 2021年
- 『魔女の宅急便』
- 『#ボブノゲンキヲオタベ座2』

### 2025年
- 『ボニー&クライド』[1]

### 2026年
- 『メリー・ポピンズ』[2]